# Claudia Albertina Ruiz Sántiz
Claudia Albertina Ruiz Sántiz (San Juan Chamula, Chiapas ) es conocida como una de las primeras mujeres chef de origen tzotzil reconocida a nivel internacional. Se encuentra en la lista de los Los 50 mejores restaurantes del mundo en la cual, según la lista se destaca como una joven innovadora en el mundo de la gastronomía. Una de sus principales aportaciones es el respeto y rescate a los ingredientes tradicionales en los saberes culinarios, reivindicando la cocina indígena mexicana .
Además, es la primera mujer indígena tzotzil egresada de la licenciatura en Gastronomía por la Universidad de Ciencias y Artes de Chiapas y en publicar una tesis en su lengua materna.

## Trayectoria
Desde joven inicio su gusto por la cocina, a los 17 años se graduó de la licenciatura de Gastronomía en la Universidad de Ciencias y Artes de Chiapas, en donde en 2012 realizó su tesis, un recetario en tzotzil y español. Según Albertina, el origen de su cosmogonía en los alimentos es que todo va ligado al universo y todo tiene vida.
“cuando vamos al campo pedimos permiso a la tierra para sembrar. Todo tiene un ciclo y tenemos que respetarlo, desgraciadamente esto se está perdiendo y por eso hay reclamo de la naturaleza, nos hemos desconectado con el universo, debemos recordar que, así como nos da, nosotros tenemos que regresar”.
Es una promotora activa del movimiento slow food, el cual promueve el placer de la comida, el consumo consciente y la sostenibilidad del planeta con cultivos respetuosos con la naturaleza y con los animales.
Ha trabajado en la cocina de Pujol y Máximo Bistrot. Además ha servido de guía, gastronómica, para el chef René Redzepi, con quien pasó una temporada recorriendo los Altos de Chiapas.
Es dueña del restaurante Kokono que significa epazote que está ubicado en San Cristobal de las Casas, Chiapas, en donde promueve las riquezas de su estado y los derechos de los jóvenes indígenas.
En 2022 la plataforma Netflix la invita a participar en su programa Iron Chef. 